# Болеслав II Зембицкий
Болеслав II Зембицкий (пол. Bolesław II ziębicki, 1300 — 11 июня 1341) — князь (с братом Бернардом) свидницкий (1312—1322), князь зембицкий (с 1322).

## Биография
Болеслав был четвёртым сыном яворского князя Болеслава I Сурового и Беатрисы Бранденбургской. В момент смерти отца в 1301 году он был ещё мал, и поэтому до 1305 года находился под опекой матери и дяди Германа Бранденбург-Зальцведельского, а с 1305 года — старшего брата Бернарда Свидницкого.
В 1312 году был произведён первый раздел отцовского наследства: Генрих получил отдельный удел, в который вошли Явор и Львувек. Чтобы не допускать раздела земель, Болеслава попытались склонить к духовной карьере, но он настаивал на получении собственного удела, и в 1322 году произошёл новый раздел: Болеслав получил Зембице, а Бернард оставил себе Свидницу. В том же году Бернард и Болеслав вместе с тевтонскими рыцарями совершили поход на литовцев.
В начале своего самостоятельного правления Болеслав вступил в конфликт с церковью. Финансовые трудности княжества привели к тому, что Болеслав разграбил монастыри в Хенрыкуве и Каменец-Зомбковицки, а в 1329 году напал на свиту папского легата Пьетро ди Альверни. Эти действия привели к вторжению польского и чешского короля при поддержке почти всех силезских князей. Разбитый Болеслав был отлучён от церкви. Отлучение было снято лишь после того, как Болеслав выплатил крупные компенсации пострадавшим монастырям и легату.
В 1335 году Болеслав, в отличие от большинства силезских князей, отказался приносить оммаж Чешскому королевству, что вызвало нападение на Зембицкое княжество наследника чешского трона Карла Люксембургского. Но Карл послал слишком маленькие силы, и Болеслав разгромил их, взяв в плен полтораста чешских рыцарей. Это, однако, не спасло княжество от нападений чешских рыцарей. Выкуп за освобождение пленных рыцарей также оказался меньше, чем он рассчитывал.
В итоге, несмотря на победу в этой войне, на следующий год Болеслав добровольно принёс вассальную присягу чешскому королю. В значительной степени это было вызвано тем, что польский король Казимир III отказался от идеи борьбы за Силезию с Чехией, и силезские князья более не могли больше рассчитывать на его поддержку. Факт принесения оммажа означал, что в случае отсутствия потомков по мужской линии Зембицкое княжество отходило Чешской короне В качестве компенсации Болеслав получил в пожизненное владение город Клодзко.
Продолжающиеся финансовые затруднения Болеслава привели к тому, что в 1337 году он заложил Карлу Люксембургскому Зомбковице, а вскоре после этого — Стшелин и Конты-Вроцлавске. В конце концов в руках Болеслава осталась лишь столица княжества — Зембице. Несмотря на это Болеслав II заботился об экономическом развитии своих владений, и численность населения его городов постоянно росло.
Болеслав II умер 11 июня 1341 года в Зембице и был похоронен в цистерцианском монастыре города Хенрыкува.

## Семья и дети
21 ноября 1321 года Болеслав женился на Гуте (или Юдит), происхождение которой точно не известно. Возможно, он была дочерью Людовика Савойского, барона Во. В первом браке Гута была женой венгерского магната Матуша IV Чака, умершего в 1318 году.
У них было двое детей:
- Николай Малый (1322/1327 — 23 апреля 1358), князь зембицкий в 1341—1358 годах
- Малгожата (Маргарита) (ок. 1330 — после 1368), стала монахиней в Стшелине.